# プファルツ＝ジンメルン家

プファルツ＝ジンメルン
Pfalz-Simmern

プファルツ＝ジンメルン（薄い橙色）

プファルツ＝ジンメルン家（Pfalz-Simmern）は、プファルツ系ヴィッテルスバッハ家の流れの一つ。三十年戦争及びその前後の時代、ドイツのみならずチェコ、イギリス、オランダの歴史に重要な関わりを持った。

## 歴史

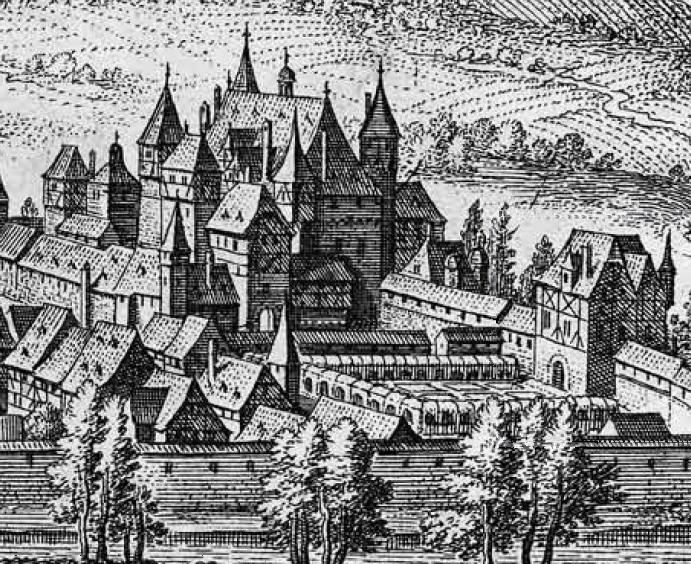
1648年のジンメルン城、メーリアンによる版画

ローマ王にも選ばれたプファルツ選帝侯ループレヒト3世が1410年に死去すると、プファルツ系ヴィッテルスバッハ家は早世した長男を除く4人の息子それぞれの系統に分かれた。その一つがジンメルン（現ラインラント＝プファルツ州ライン＝フンスリュック郡の都市）に拠点を置いた、ループレヒトの四男シュテファンに始まるプファルツ＝ジンメルン系であった（プファルツ選帝侯は次兄ルートヴィヒ3世が継ぎ、三兄ヨハンはプファルツ＝ノイマルクト公、弟オットー1世はプファルツ＝モスバッハ公となった）。
シュテファンの玄孫フリードリヒ3世以降はこの系統がプファルツ選帝侯を継承した。
フリードリヒ3世の曾孫フリードリヒ5世はプロテスタント諸侯の盟主としてハプスブルク家と対立し、同家に代わってボヘミア王位に即いたが、これが発端となって三十年戦争が勃発した。フリードリヒ5世はボヘミア王位だけでなくプファルツの本領も奪われてオランダ共和国へ亡命を余儀なくされたが、さらに選帝侯位も剥奪され、代わってバイエルン系ヴィッテルスバッハ家のマクシミリアン1世が選帝侯となった。後にヴェストファーレン条約によって、息子カール1世ルートヴィヒは旧領の多くを回復し、選帝侯位を新たに認められた。
フリードリヒ5世の妃エリザベス・ステュアートはイングランド王ジェームズ1世の娘であったため、カール1世ルートヴィヒの弟ループレヒト（ルパート）はイングランドへ渡ると王家の一員として重きをなし、イングランド内戦では国王軍を指揮し、王政復古期にはハドソン湾会社の総督として北米植民地（現在のカナダ）の経営にも関わった。また、1701年王位継承法によってカール1世ルートヴィヒやループレヒトの末妹ゾフィーの血を引く者のみに王位継承権が認められ、ゾフィーの息子ジョージ1世に始まるハノーヴァー朝が成立した。
この家系の本流は1685年のカール2世の死で断絶し、選帝侯位は支流のプファルツ＝ノイブルク公フィリップ・ヴィルヘルムが継承した。しかしフランス王ルイ14世は、カール2世の妹エリーザベト・シャルロッテが王弟オルレアン公フィリップの妃であることを理由に弟の権利を主張し、プファルツ継承戦争が勃発した。
なお、本流は断絶したものの、その後プファルツ選帝侯位を継承したのはいずれもシュテファンの系統である。のみならず、カール・テオドールはバイエルン系ヴィッテルスバッハ家の断絶に際してバイエルン選帝侯位も併せて継承し、その後継者となったプファルツ＝ビルケンフェルト家のマクシミリアンはバイエルン王国を興している。スウェーデンのプファルツ王朝を興したプファルツ＝クレーブルク家もシュテファンの末裔である。

## プファルツ＝ジンメルン公
ジンメルン宮中伯と訳される場合もある。
- シュテファン（1410年 - 1444年）
- フリードリヒ1世（1444年 - 1480年）
- ヨハン1世（1480年 - 1509年）
- ヨハン2世（1509年 - 1557年）
- フリードリヒ2世（1557年- ）

## プファルツ選帝侯
- フリードリヒ3世（1559年 - 1576年）
- ルートヴィヒ6世（1576年 - 1583年）
- フリードリヒ4世（1583年 - 1610年）
- フリードリヒ5世（1610年 - 1623年）
- カール1世ルートヴィヒ（1648年 - 1680年）
- カール2世（1680年 - 1685年）